# Liga Beocia
La Liga Beocia fue una confederación de polis de Beocia de la Antigüedad.

## Historia

### Desde el siglo VI hasta 479a.C.

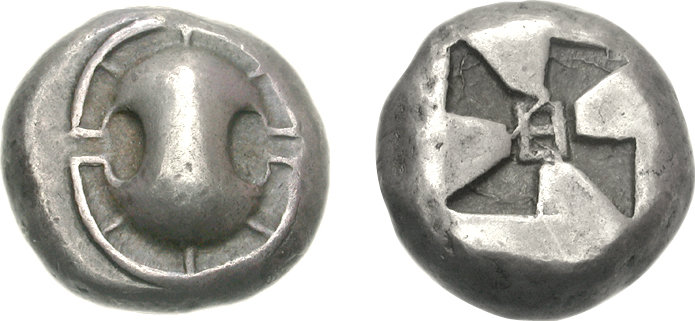
Moneda de Haliarto de aproximadamente 475-450 a. C. donde figura el escudo beocio.

Un primer indicio acerca de una alianza entre ciudades beocias es una dedicatoria a Apolo Coricio de un grupo de soldados tebanos en Tanagra de la primera mitad del siglo VI a. C. Heródoto narra acontecimientos fechados a partir del año 520 a. C. donde describe actuaciones conjuntas de beocios en la guerra y en la diplomacia, y en acontecimientos algo más tardíos (del 479 a. C.) menciona expresamente la institución de los beotarcas. Por otra parte, varias ciudades beocias (Hieto, Acrefias, Coronea, Tanagra, Tebas, Tespias y Micaleso) empezaron a acuñar moneda a fines del siglo VI a. C. y estas tenían en común el anverso donde figuraba el escudo beocio. También hay otras inscripciones de fines del siglo VI a. C. que hacen suponer en una confederación o alianza de ciudades beocias dirigidas por Tebas existía ya en ese periodo. Esta primera alianza debió disolverse en el 479 a. C. cuando Tebas fue sometida por los otros griegos. Hay estudiosos que consideran que algunas monedas del periodo posterior sugieren que la liga no se disolvió sino que Tanagra ocupó el lugar de Tebas como ciudad preponderante.

### Desde el 447 hasta el 386a.C.
Años después, volvió a formarse una alianza de ciudades que en este periodo algunos historiadores denominan Liga Beocia y otros Confederación Beocia. Esta abarcó desde el 447 hasta el 386 a. C.
Esta nueva alianza entre beocios surgió tras la victoria en la Batalla de Coronea frente a los atenienses y salió reforzada de la guerra del Peloponeso al aprovechar la debilidad de Atenas, que fue definitivamente derrotada en 404 a. C. Con el cambio de siglo, la Confederación Beocia ya se había convertido en una potencia militar tremendamente poderosa. 
En el verano del 395 a. C., según describen las Helénicas de Oxirrinco, estaba organizada en once distritos que servían tanto para la administración fiscal, como política o militar. Cada una de estas circunscripciones o distritos tenía derecho a enviar un determinado número de beotarcas, del siguiente modo: Tebas enviaba cuatro, dos por su propia ciudad y dos por los territorios próximos que le eran tributarios; Orcómeno e Hisias enviaban dos; Tespias junto con Eutresis y Tisba enviaban otros dos; Tanagra enviaba uno; Haliarto, Lebadea y Coronea enviaban uno por turnos y  Acrefias, Copas y Queronea enviaban también uno por turnos. Los beotarcas formaban un colegio de magistrados que eran los máximos cargos militares dentro de la Liga y ejercían el poder ejecutivo bajo la autoridad del Consejo federal, dividido en cuatro secciones. Asumían el mando del ejército federal. Representaban a Beocia en las relaciones entre ciudades, recibían y enviaban embajadores.
En el año 386 a. C., por una de las condiciones de la Paz de Antálcidas, Jenofonte narra que los tebanos dejaron libres las otras ciudades, lo que se ha interpretado como que hubo una disolución de la alianza.

### Desde el 373 hasta el 338a.C.
Una tercera Liga Beocia fue reorganizada en el 373 a. C. En ella, los personajes más famosos que ejercieron la magistratura fueron Epaminondas y Pelópidas, que llevaron a Tebas a un estatus hegemónico a mitad del siglo IV a. C. 
La Liga Beocia fue disuelta tras la batalla de Queronea por Filipo II de Macedonia en 338 a. C. y Tebas fue destruida por Alejandro Magno.

### Entre el 338 y el 171a.C.
Tras la destrucción de Tebas, diversos testimonios epigráficos indican que es posible que la alianza beocia fuera restablecida, en esta ocasión con capital en Onquesto.

## El ejército
Cada distrito debía enviar mil hoplitas y cien jinetes al ejército de la Liga. Además de estos contingentes, cada distrito contribuía también con mil infantes ligeros (psiloi) y cien soldados de infantería montada (hamippoi pezoi). De este modo, el contingente total que podía reunir la Liga beocia ascendía a 24.200 soldados repartidos en cuatro cuerpos fundamentales: 11.000 hoplitas, 1100 jinetes, 11.000 psiloi y 1.100 hamipos. Estos dos últimos eran infantes ligeros que pertenecían a las clases políticamente no privilegiadas. Nunca se movilizaba el ejército total y normalmente acudían a  la llamada de la Liga, entre 6000 y 8000 hoplitas y entre 600 y 800 jinetes.
El ejército beocio se hallaba bajo el mando supremo de los beotarcas. Nunca iba un solo beotarca al mando de cada expedición, sino que como mínimo se enviaban dos. En campaña, los beotarcas formaban el consejo de guerra, en el seno del cual se discutían la estrategia y las tácticas a adoptar, la conducción general de las operaciones militares y se tomaban por voto mayoritario las decisiones importantes. Probablemente eran los cuatro consejos federales los que decidían en cada expedición cuál de los dos beotarcas tebanos desempeñaría la jefatura suprema del ejército, mando único en el que no se turnaban siquiera los propios beotarcas tebanos. La comandancia suprema del ejército de la liga recaía siempre en un tebano, debido a la posición hegemónica de Tebas en el seno de la Liga;  del mismo modo que Atenas en la Liga de Delos, o que Esparta en el de la Liga del Peloponeso. 
Cada distrito de la Liga beocia aportaba un máximo de mil hoplitas. La única división interna que conocemos de la infantería beocia es el lochos (batallón), al mando de un lochagos, asistido quizá por otros dos oficiales. Posiblemente cada lochos estaba compuesto por unos 300, 325 o 350 hoplitas. La formación en el campo de batalla de estos infantes era en falange oblicua, que tenía un frente de 13 o 14 filas y una columna de veinticinco soldados de fondo.
Cada distrito debía enviar, tres lochoi completos de hoplitas. Esta suposición se basa en que debía ser especialmente adecuada para los distritos que incluían tres polis, ya que cada una de ellas aportaría un lochos completo al ejército de la Liga. Así, por ejemplo, en el distrito conjunto de Queronea, Copas y Acrefias cada polis reunía un lochos de poco más de 300 hombres.
Junto a los hoplitas, existía también una infantería ligera compuesta por unos 11.000 psiloi, reclutados y enviados del mismo modo que los hoplitas a razón de mil por distrito. Esta infantería ocupaba normalmente los flancos del ejército. Estaba formada probablemente por hombres libres beocios de la clase censitaria inferior a la de hoplita y, por lo tanto, sin derechos políticos. La posesión de sus propias tropas ligeras era una característica peculiar del ejército beocio: Beocia tenía tendencia a armar a las clases inferiores más que a reclutar tropas mercenarias.
El hiparco federal beocio, al que debemos distinguir de los hiparcos locales, era el jefe supremo de la caballería beocia y quizás mandara también a los hamipos, la infantería montada. La caballería beocia estaba dividida como mínimo en unidades, cuyo nombre oficial era hilas, escuadrones de 30 a 40 jinetes mandados por un hilarco. Cada distrito debía aportar tres escuadrones de caballería lo que resultaba, como en el caso de los lochoi, proprocionado a la división en distritos en la que cada tercio (Copas, Acrefias y Queronea) aportaba una hila completa de caballería. A diferencia de lo que era la norma en una gran parte del mundo griego, la caballería beocia desempeñaba un papel importante en las operaciones militares y era tenida en alta estima en toda Grecia.
La caballería beocia disponía, además, de una infantería montada (hamippoi pezoi): una especie de auxiliares que en determinados momentos de la batalla, combatían pie a tierra junto a los jinetes, cubriendo su flanco. Al tratarse de tropas ligeras es probable que estuvieran formadas, al igual que los psiloi, por ciudadanos de la clase censitaria inmediatamente inferior a la de hoplita, y que carecieran también de derechos políticos.